# 리야드 항공
리야드 항공(아랍어: طيران الرياض)은 사우디아라비아의 두번째 국책항공사이자, 국영항공사이다. 2025년에 첫 상업 항공편을 운항할 계획으로 허브 공항은 리야드에 위치한 킹 칼리드 국제공항이 될 예정이며, 중동 및 6개 대륙 100개 이상의 목적지로 국내선 및 국제선 정기 항공편을 운항할 예정이다. 또한 기체는 보잉 787로 구성될 예정이다.
리야드 항공은 스카이팀 회원사인 델타 항공, 중국동방항공, 사우디아 및 스타얼라이언스 회원사인 터키항공 , 싱가포르 항공 , 중국국제항공 , 이집트 항공과 각각 협력 계약을 맺고 있다.
사우디아라비아 국영 통신사인 사우디 프레스 에이전시(SPA)에 따르면 리야드 에어는 사우디아라비아의 국부펀드인 공공투자기금(PIF)이 소유하게 되며, 야시르 알루마이얀 PIF 총재가 회장직을 맡게 된다. 또한 2018년 1월부터 2022년 10월까지 아랍에미리트 항공사인 에티하드 항공 CEO를 역임했던 영국 출신의 토니 더글라스가 CEO로 임명되었다. 리야드 에어는 사우디아라비아의 비석유 부문 GDP 성장에 200억 달러 이상 기여하고, 20만 개 이상의 직간접 일자리를 창출할 것으로 예상하고 있다.

## 역사
2023년 3월 12일, 사우디아라비아 왕세자이자 총리 무함마드 빈 살만 알사우드는 사우디의 새로운 국영 항공사인 리야드 항공의 설립을 공식적으로 발표했다. 이틀 뒤, 항공사가 보잉 787-9 항공기 39대를 주문했으며, 추가로 33대를 구매할 수 있는 옵션이 있다고 발표되었다.

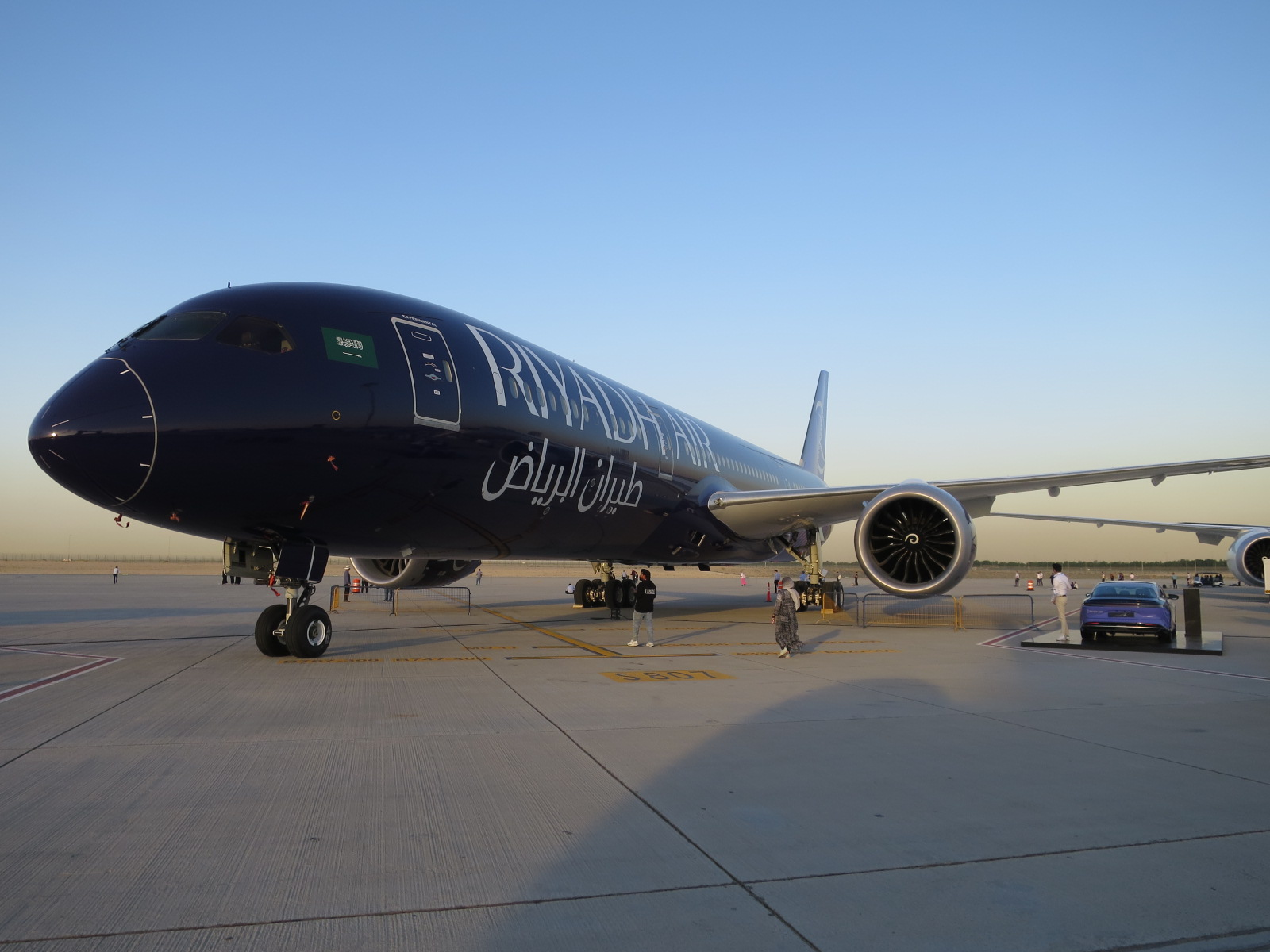
두바이 에어쇼 2023에 전시된 리야드 항공 도색의 보잉 787-9

리야드 항공은 2023년 6월 4일 첫 도색을 공개했다. 이 도색은 보잉 787-9에 적용되었지만, 이 항공기는 보잉 소유였으며 리야드 항공 보유 항공기에 편입되지 않는다. 같은 날, 이스탄불에서 열린 세계 항공 운송 정상회의에서 국제 항공 운송 협회(IATA)로부터 항공사 지정 코드 "RX"를 부여받았다. 2023년 6월 12일, 보잉은 항공사에 첫 항공기를 인도했다. 2023년 6월 14일, 항공사는 상업 운항을 시작하기 위해 필요한 사우디아라비아 민간항공청(GACA)으로부터 여객 항공 운송 경제 면허를 부여받았다. 2023년 6월 21일, 파리 에어쇼에서 리야드 항공은 GE 에어로스페이스의 GEnx-1B 엔진 90대에 대한 계약을 체결하여 미래의 보잉 787-9 항공기 39대에 동력을 공급할 예정이다.
2024년 7월 9일, 리야드 항공은 스카이팀 동맹의 창립 멤버인 델타 항공과 양해각서를 체결했다. 양해각서 조건에 따라 두 항공사는 미래의 항공편 공동운항 및 고객 서비스와 마일리지 프로그램 경험을 일치시키기 위한 기반을 구축할 예정이다.
2024년 10월 30일, 리야드 항공은 에어버스 A321neo 60대 주문을 확정했다.
2025년 1월 15일, 리야드 항공은 첫 보잉 787-9 항공기를 인도받았으나, 이 항공기는 임대된 것이며 기술 예비 및 훈련용으로만 사용될 예정이다.

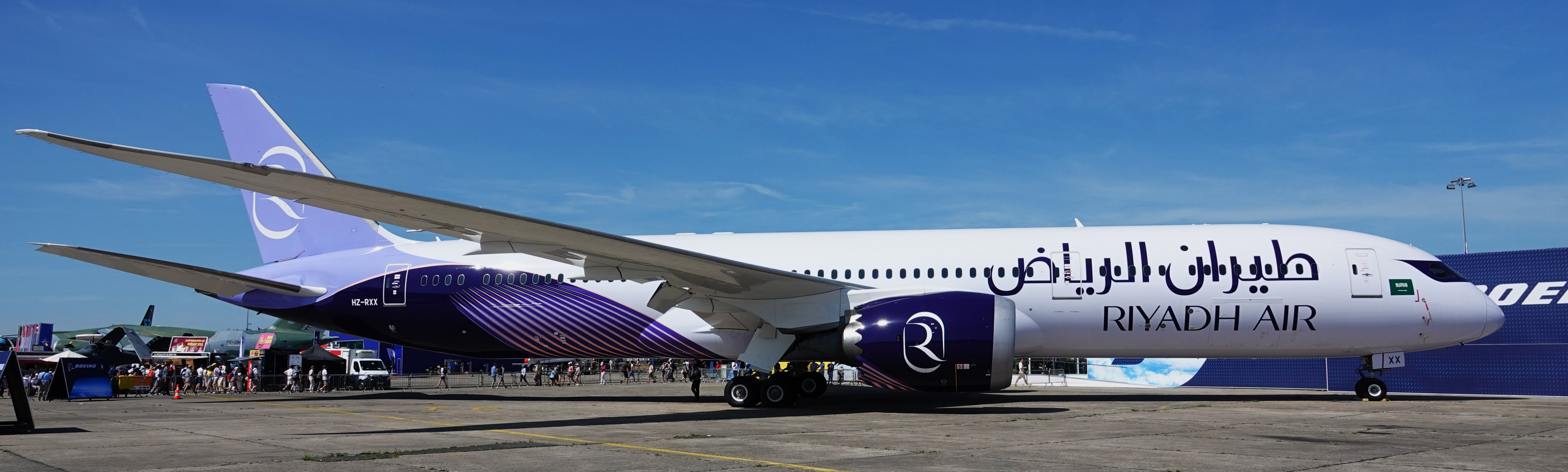
파리 에어쇼 2025에 전시된 항공사의 두 번째 흰색 도색의 보잉 787-9 드림라이너

2025년 4월 6일, 리야드 항공은 민간항공청(GACA)으로부터 항공 운항 개시 승인을 받았다.
2025년 6월 16일, 리야드 항공은 파리 에어쇼에서 에어버스 A350-1000 항공기 25대 주문을 발표했다. 이 계약에는 추가로 에어버스 A350 항공기 25대를 구매할 수 있는 권리도 포함되어 있다.

## 스폰서십
리야드 항공은 주로 축구팀을 후원해왔다. 2023년에 리야드 항공은 아틀레티코 마드리드의 유니폼 스폰서가 되었다. 다음 해, 리야드 항공은 CONCACAF를 후원하며 해당 연맹의 공식 항공사가 되었다. 그 해 말, 리야드 항공은 아틀레티코 마드리드의 홈구장인 에스타디오 메트로폴리타노의 명명권을 구매했다.

## 취항지
리야드 항공은 아직 취항지 목록을 발표하지 않았지만, 다음 항공사들과 공동운항 협정을 공개했다.
- 중국국제항공[28]
- 에어 프랑스-KLM[29]
- 중국동방항공[30]
- 델타 항공[31]
- 이집트 항공[32]
- 사우디아[33]
- 싱가포르 항공[34]
- 터키항공[35]
- 버진 애틀랜틱[36]

## 보유 항공기

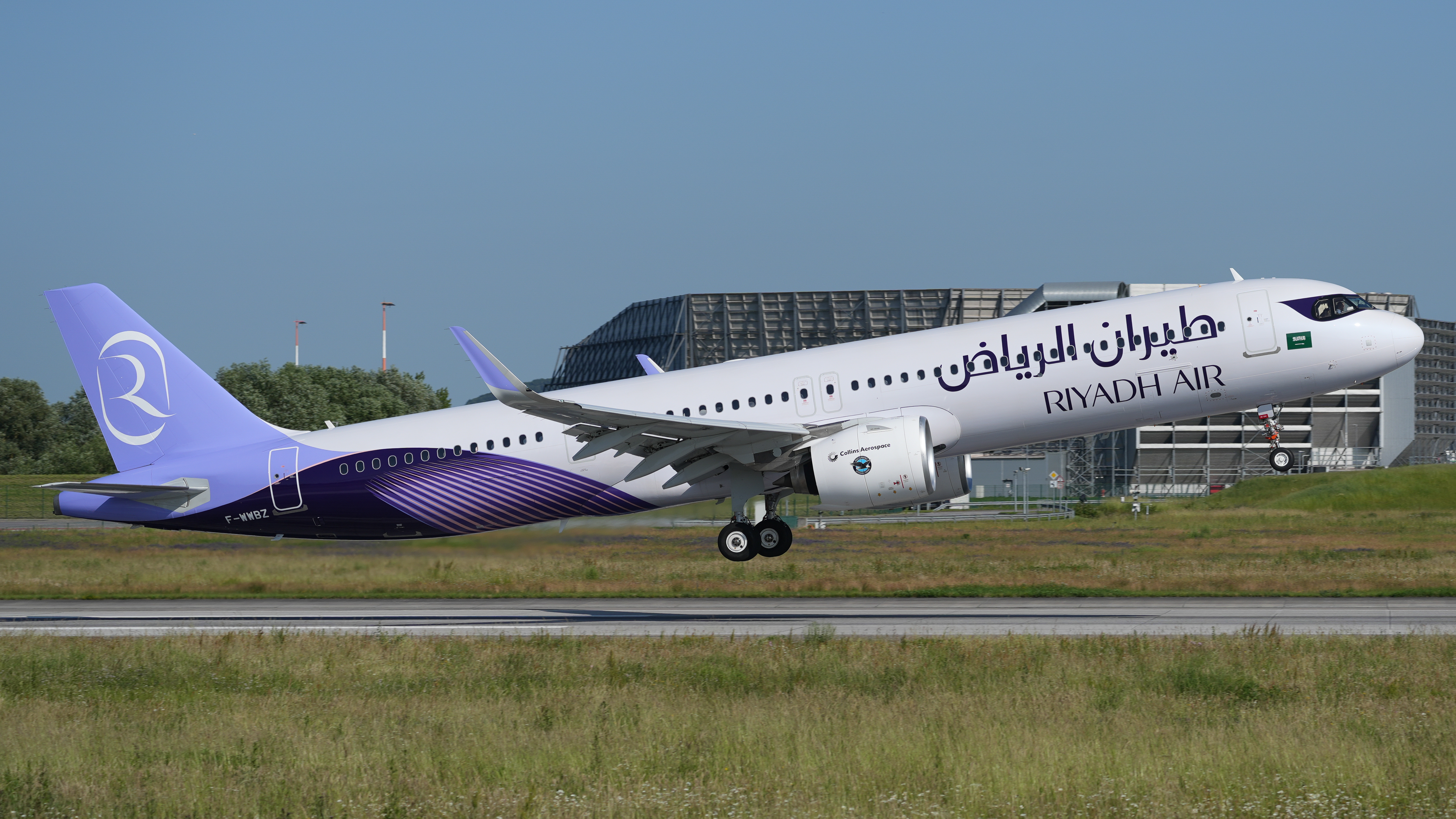
리야드 항공 도색으로 칠해진 에어버스 A321 XLR 시험기

| 항공기             | 운항 중 | 주문 | 승객 | 비고                                                                   |
| 항공기             | 운항 중 | 주문 | 총합 | 비고                                                                   |
| ------------------ | ------- | ---- | ---- | ---------------------------------------------------------------------- |
| 에어버스 A321neo   | —       | 60   | 미정 |                                                                        |
| 에어버스 A350-1000 | —       | 50   | 미정 |                                                                        |
| 보잉 787-9         | —       | 72   | 미정 | 39대 확정 주문 및 33대 추가 예정.                                      |
| 보잉 787-9         | 1       | —    | 288  | 오만 항공으로부터 임차한 항공기로, 기술 예비 및 훈련용으로만 사용된다. |
| 총합               | 1       | 182  |      |                                                                        |

## 같이 보기
- 사우디아라비아의 항공사 목록
- 사우디 비전 2030 프로젝트 목록